# Књига Суеј
 Књига Суи (Suí Shū) (кин: 隋书, 隋書) је званична историја династије Суеј, која је владала Кином у годинама нове ере 581–618. Спада међу званичне Двадесет четири историје царске Кине. Написали су је Јан Шигу, Конг Јингда и Џангсун Вуји, са Веј Џенг као главним аутором. У трећој години Џенгуан династије Танг (629), император Таицунг од Танга наредио је Фанг Сјуенлингу да надгледа завршетак Књиге Суеј, која је била састављена отприлике у исто време када су и други званичници правили историјске записе. Књига Суиеј је завршена 636. године, исте године када је завршена и Књига о Чену.

### Анали (帝紀)
| #       | Наслов         | Превод   | Белешке |
| ------- | -------------- | -------- | ------- |
| Књига 1 | 帝紀第1 高祖上 | Гаоцу    |         |
| Књига 2 | 帝紀第2 高祖下 | Гаоцу    |         |
| Књига 3 | 帝紀第3 煬帝上 | Цар Јанг |         |
| Књига 4 | 帝紀第4 煬帝下 | Цар Јанг |         |
| Књига 5 | 帝紀第5 恭帝   | Јанг Јоу |         |

### Трактати (志)
| #        | Наслов        | Превод              | Белешке |
| -------- | ------------- | ------------------- | ------- |
| Књига 6  | 志第1 禮儀1   | Обичаји             |         |
| Књига 7  | 志第2 禮儀2   | Обичаји             |         |
| Књига 8  | 志第3 禮儀3   | Обичаји             |         |
| Књига 9  | 志第4 禮儀4   | Обичаји             |         |
| Књига 10 | 志第5 禮儀5   | Обичаји             |         |
| Књига 11 | 志第6 禮儀6   | Обичаји             |         |
| Књига 12 | 志第7 禮儀7   | Обичаји             |         |
| Књига 13 | 志第8 音樂上  | Музика              |         |
| Књига 14 | 志第9 音樂中  | Музика              |         |
| Књига 15 | 志第10 音樂下 | Музика              |         |
| Књига 16 | 志第11 律曆上 | Ритам и календар    |         |
| Књига 17 | 志第12 律曆中 | Ритам и календар    |         |
| Књига 18 | 志第13 律曆下 | Ритам и календар    |         |
| Књига 19 | 志第14 天文上 | Астронимија         |         |
| Књига 20 | 志第15 天文中 | Астронимија         |         |
| Књига 21 | 志第16 天文下 | Астронимија         |         |
| Књига 22 | 志第17 五行上 | Пет елемената       |         |
| Књига 23 | 志第18 五行下 | Пет елемената       |         |
| Књига 24 | 志第19 食貨   | Храна и новац       |         |
| Књига 25 | 志第20 刑法   | Казна и закон       |         |
| Књига 26 | 志第21 百官上 | Владине канцеларије |         |
| Књига 27 | 志第22 百官中 | Владине канцеларије |         |
| Књига 28 | 志第23 百官下 | Владине канцеларије |         |
| Књига 29 | 志第24 地理上 | Географија          |         |
| Књига 30 | 志第25 地理中 | Географија          |         |
| Књига 31 | 志第26 地理下 | Географија          |         |
| Књига 32 | 志第27 經籍1  | Класика             |         |
| Књига 33 | 志第28 經籍2  | Класика             |         |
| Књига 34 | 志第29 經籍3  | Класика             |         |
| Књига 35 | 志第30 經籍4  | Класика             |         |

### Биографије (列傳)
| #        | Наслов                                                                   | Превод                                       | Белешке |
| -------- | ------------------------------------------------------------------------ | -------------------------------------------- | ------- |
| Књига 36 | 列傳第1 后妃                                                             | Царице                                       |         |
| Књига 37 | 列傳第2 李穆 梁睿                                                        | Ли Му; Лианг Жуеј                            |         |
| Књига 38 | 列傳第3 劉昉 鄭譯 柳裘 皇甫績 盧賁                                       | Лиу Фанг; Џенг Ји; Љу Ћу; Хуангфу Џи; Лу Бен |         |
| Књига 39 | 列傳第4 于義 陰壽 陰世師 竇榮定 元景山 源雄 豆盧勣 豆盧毓 賀若誼         | Ју Ји                                        |         |
| Књига 40 | 列傳第5 梁士彥 宇文忻 王誼 元諧 王世積 虞慶則 元胄                       |                                              |         |
| Књига 41 | 列傳第6 高熲 蘇威                                                        |                                              |         |
| Књига 42 | 列傳第7 李德林 李百藥                                                    |                                              |         |
| Књига 43 | 列傳第8 河間王弘 楊処綱 楊子崇 觀德王雄                                  |                                              |         |
| Књига 44 | 列傳第9 滕穆王瓚 道悼王靜 衛昭王爽 蔡王智積                              |                                              |         |
| Књига 45 | 列傳第10 文四子                                                          | Четири принца од Вена                        |         |
| Књига 46 | 列傳第11 趙煚 趙芬 楊尚希 長孫平 元暉 韋師 楊異 蘇孝慈 李雄 張煚         |                                              |         |
| Књига 47 | 列傳第12 韋世康 柳機                                                     |                                              |         |
| Књига 48 | 列傳第13 楊素 弟約 從父文思 文紀                                         | Јанг Су                                      |         |
| Књига 49 | 列傳第14 牛弘                                                            |                                              |         |
| Књига 50 | 列傳第15 宇文慶 李禮成 元孝矩 郭榮 龐晃 李安                             |                                              |         |
| Књига 51 | 列傳第16 長孫覽 從子熾 熾弟晟                                            |                                              |         |
| Књига 52 | 列傳第17 韓擒虎 賀若弼                                                   |                                              |         |
| Књига 53 | 列傳第18 達奚長儒 賀婁子幹 史萬歲 劉方                                   |                                              |         |
| Књига 54 | 列傳第19 王長述 李衍 伊婁謙 田仁恭 元亨 杜整 李徹 崔彭                   |                                              |         |
| Књига 55 | 列傳第20 杜彥 高勱 爾朱敞 周搖 獨孤揩 乞伏慧 張威 和洪 侯莫陳穎          |                                              |         |
| Књига 56 | 列傳第21 盧愷 令狐熙 薛胄 宇文㢸 張衡 楊汪                               |                                              |         |
| Књига 57 | 列傳第22 盧思道 李孝貞 薛道衡                                            |                                              |         |
| Књига 58 | 列傳第23 明克讓 魏澹 陸爽 杜台卿 辛德源 柳䛒 許善心 李文博               |                                              |         |
| Књига 59 | 列傳第24 煬帝三男                                                        | Три принца од Јанга                          |         |
| Књига 60 | 列傳第25 崔仲方 于仲文 段文振                                            |                                              |         |
| Књига 61 | 列傳第26 宇文述 雲定興 郭衍                                              |                                              |         |
| Књига 62 | 列傳第27 王韶 元岩 劉行本 梁毗 柳彧 趙綽 裴肅                            |                                              |         |
| Књига 63 | 列傳第28 樊子蓋 史祥 元壽 楊義臣 衛玄 劉權                               |                                              |         |
| Књига 64 | 列傳第29 李圓通 陳茂 張定和 張奫 麥鐵杖 沈光 來護兒 魚俱羅 陳稜 王辯     |                                              |         |
| Књига 65 | 列傳第30 周羅睺 周法尚 李景 慕容三藏 薛世雄 王仁恭 權武 吐萬緒 董純 趙才 |                                              |         |
| Књига 66 | 列傳第31 李諤 鮑宏 裴政 柳庄 源師 郎茂 高構 張虔威 榮毗 陸知命 房彥謙    |                                              |         |
| Књига 67 | 列傳第32 虞世基 裴蘊 裴矩                                                |                                              |         |
| Књига 68 | 列傳第33 宇文愷 閻毗 何稠                                                |                                              |         |
| Књига 69 | 列傳第34 王劭 袁充                                                       |                                              |         |
| Књига 70 | 列傳第35 楊玄感 李子雄 趙元淑 斛斯政 劉元進 李密 裴仁基                  |                                              |         |
| Књига 71 | 列傳第36 誠節                                                            | Искрени људи                                 |         |
| Књига 72 | 列傳第37 孝義                                                            | Поштовати родитеље                           |         |
| Књига 73 | 列傳第38 循吏                                                            | Виши званичници                              |         |
| Књига 74 | 列傳第39 酷吏                                                            | Окрутни званичници                           |         |
| Књига 75 | 列傳第40 儒林                                                            | Конфучијски наставници                       |         |
| Књига 76 | 列傳第41 文學                                                            | Књижевност                                   |         |
| Књига 77 | 列傳第42 隱逸                                                            | Пустињаци                                    |         |
| Књига 78 | 列傳第43 藝術                                                            | Уметници                                     |         |
| Књига 79 | 列傳第44 外戚                                                            | Царски рођаци                                |         |
| Књига 80 | 列傳第45 列女                                                            | Узорне жене                                  |         |
| Књига 81 | 列傳第46 東夷                                                            | TДонџи                                       |         |
| Књига 82 | 列傳第47 南蠻                                                            |                                              |         |
| Књига 83 | 列傳第48 西域                                                            | Западна религија                             |         |
| Књига 84 | 列傳第49 北狄                                                            |                                              |         |
| Књига 85 | 列傳第50 宇文化及 宇文智及 司馬德戡 裴虔通 王充 段達                     |                                              |         |